# Campeonato Colombiano de Futebol de 2021 – Primeira Divisão
A Primeira Divisão do Campeonato Colombiano de Futebol de 2021, oficialmente conhecida como Liga BetPlay DIMAYOR 2021 por conta do patrocínio, será a 74ª temporada da Categoría Primera A, a principal divisão do futebol colombiano (e a 92ª edição como primeira divisão). A liga contará com a participação de 21 times e será organizada pela División Mayor del Fútbol Colombiano (DIMAYOR), entidade esportiva responsável em âmbito nacional pelo futebol colombiano profissional e ligada à Federação Colombiana de Futebol (FCF), entidade máxima do futebol na Colômbia. A temporada começará em 17 de janeiro e será concluída em dezembro de 2021. O certame será dividido em dois torneios próprios e independentes, a Liga BetPlay I no primeiro semestre do ano e a Liga BetPlay II no segundo semestre, e por conta disso, coroará dois campeões.

## Regulamento

### Sistema de disputa
A Liga BetPlay de 2021 será dividida em dois torneios oficiais e independentes: Liga BetPlay I com 19 times e Liga BetPlay II com 20 times. Cada um desses torneios terá quatro fases: primeira fase, quartas de final, semifinal e final. Na primeira fase, em ambos os torneios, os times se enfrentam em turno único no sistema de pontos corridos (todos contra todos), num total de 19 rodadas (um clube folga a cada rodada), e os oito melhores avançam para o mata-mata. Em caso de igualdade na pontuação, são critérios de desempate: 1) melhor saldo de gols, 2) mais gols pró, 3) mais gols pró como visitante, 4) menos gols sofridos como visitante, 5) sorteio. Quartas de final, semifinal e final, serão disputadas no sistema mata-mata em jogos de ida e volta, em caso de igualdade na pontuação, são critérios de desempate: 1) melhor saldo de gols; 2) disputa de pênaltis. Sobre o rebaixamento: um time será rebaixado para o Torneo BetPlay II ao final da Liga BetPlay I, sendo substituído na Liga BetPlay II por dois times promovidos do Torneo BetPlay I. No final da Liga BetPlay II e da temporada, dois times serão rebaixados para o Torneo BetPlay de 2022.

### Vagas em outras competições
Ao final da temporada, os campeões da Liga BetPlay I e Liga BetPlay II e o clube mais bem posicionado (com exceção dos dois campeões) da classificação geral (Liga BetPlay I + Liga BetPlay II) se classificam à Taça Libertadores de 2022, os quatro clubes subsequentes (com exceção dos já classificados à Taça Libertadores) se classificam à Copa Sul-Americana de 2022.

## Participantes
21 times participarão da temporada, 19 deles que permaneceram da temporada anterior e mais dois times a serem promovidos do Torneo BetPlay (segunda divisão) de 2021. O Cúcuta Deportivo, que também disputou a Liga BetPlay (primeira divisão) em 2020, não participará da competição nesta temporada pois entrou em liquidação, sendo forçado a desistir de seus dois jogos finais do torneio anterior e, por fim, foi desfiliado da DIMAYOR em 25 de novembro de 2020.

### Informações dos clubes
| Equipe                 | Cidade          | Departamento    | Estádio (mando)                | Título (último)        |
| ---------------------- | --------------- | --------------- | ------------------------------ | ---------------------- |
| Águilas Doradas        | Rionegro        | Antioquia       | Alberto Grisales               | 0 (nenhum)             |
| Alianza Petrolera      | Barrancabermeja | Santander       | Daniel Villa Zapata            | 0 (nenhum)             |
| América de Cali        | Cali            | Valle del Cauca | Pascual Guerrero               | 15 (último em 2020)    |
| Atlético Bucaramanga   | Bucaramanga     | Santander       | Alfonso López                  | 0 (nenhum)             |
| Atlético Nacional      | Medellín        | Antioquia       | Atanasio Girardot              | 16 (último em 2017–I)  |
| Boyacá Chicó           | Tunja           | Boyacá          | La Independencia               | 1 (último em 2008-I)   |
| Deportes Tolima        | Ibagué          | Tolima          | Manuel Murillo Toro            | 2 (último em 2018–I)   |
| Deportivo Cali         | Cali            | Valle del Cauca | Deportivo Cali                 | 9 (último em 2015–I)   |
| Deportivo Pasto        | Pasto           | Nariño          | Departamental Libertad         | 1 (em 2006–I)          |
| Deportivo Pereira      | Pereira         | Risaralda       | Hernán Ramírez Villegas        | 0 (nenhum)             |
| Envigado               | Envigado        | Antioquia       | Polideportivo Sur              | 0 (nenhum)             |
| Independiente Medellín | Medellín        | Antioquia       | Atanasio Girardot              | 6 (último em 2016–I)   |
| Jaguares               | Montería        | Córdoba         | Jaraguay                       | 0 (nenhum)             |
| Junior Barranquilla    | Barranquilla    | Atlántico       | Metropolitano Roberto Meléndez | 8 (último em 2018–II)  |
| La Equidad             | Bogotá          | Cundinamarca    | Metropolitano de Techo         | 0 (nenhum)             |
| Millonarios            | Bogotá          | Cundinamarca    | Nemesio Camacho El Campín      | 15 (último em 2017–II) |
| Once Caldas            | Manizales       | Caldas          | Palogrande                     | 4 (último em 2010–II)  |
| Patriotas              | Tunja           | Boyacá          | La Independencia               | 0 (nenhum)             |
| Santa Fe               | Bogotá          | Cundinamarca    | Nemesio Camacho El Campín      | 9 (último em 2016–II)  |

| Fonte: DIMAYOR (em castelhano), FCF (em castelhano), Win Sports (em castelhano), Soccerway. |

## Liga BetPlay I

### Classificação da Primeira fase
| Pos | Equipe                 | Pts | J  | V  | E  | D  | GP | GC | SG  | Classificação                      |
| --- | ---------------------- | --- | -- | -- | -- | -- | -- | -- | --- | ---------------------------------- |
| 1   | Atlético Nacional      | 34  | 18 | 10 | 4  | 4  | 37 | 15 | +22 | Quartas de final da Liga BetPlay I |
| 2   | Deportivo Cali         | 31  | 18 | 8  | 7  | 3  | 19 | 14 | +5  | Quartas de final da Liga BetPlay I |
| 3   | Santa Fe               | 33  | 18 | 9  | 6  | 3  | 25 | 14 | +11 | Quartas de final da Liga BetPlay I |
| 4   | Deportes Tolima        | 30  | 18 | 8  | 6  | 4  | 22 | 14 | +8  | Quartas de final da Liga BetPlay I |
| 5   | Millonarios            | 33  | 18 | 10 | 3  | 5  | 25 | 18 | +7  | Quartas de final da Liga BetPlay I |
| 6   | La Equidad             | 30  | 18 | 8  | 6  | 4  | 21 | 18 | +3  | Quartas de final da Liga BetPlay I |
| 7   | Junior de Barranquilla | 29  | 18 | 8  | 5  | 5  | 21 | 13 | +8  | Quartas de final da Liga BetPlay I |
| 8   | América de Cali        | 29  | 18 | 7  | 8  | 3  | 19 | 12 | +7  | Quartas de final da Liga BetPlay I |
| 9   | Independiente Medellín | 26  | 18 | 6  | 8  | 4  | 17 | 15 | +2  |                                    |
| 10  | Jaguares               | 25  | 18 | 7  | 4  | 7  | 21 | 21 | 0   |                                    |
| 11  | Deportivo Pasto        | 23  | 18 | 4  | 11 | 3  | 19 | 20 | −1  |                                    |
| 12  | Atlético Bucaramanga   | 24  | 18 | 6  | 6  | 6  | 20 | 16 | +4  |                                    |
| 13  | Boyacá Chicó           | 19  | 18 | 5  | 4  | 9  | 17 | 20 | −3  |                                    |
| 14  | Patriotas Boyacá       | 17  | 18 | 5  | 2  | 11 | 17 | 31 | −14 |                                    |
| 15  | Envigado               | 17  | 18 | 3  | 8  | 7  | 15 | 23 | −8  |                                    |
| 16  | Deportivo Pereira      | 18  | 18 | 4  | 6  | 8  | 16 | 24 | −8  |                                    |
| 17  | Once Caldas            | 17  | 18 | 3  | 8  | 7  | 20 | 23 | −3  |                                    |
| 18  | Águilas Doradas        | 14  | 18 | 2  | 8  | 8  | 13 | 24 | −11 |                                    |
| 19  | Alianza Petrolera      | 6   | 18 | 0  | 6  | 12 | 10 | 39 | −29 |                                    |

### Resultados da Primeira fase
| 16 de janeiro de 2021 | Millonarios        | 1 – 0 | Envigado | Manizales                                            |  |
| 17:00 (UTC−5)         | Francisco Báez 20' |       |          | Estádio: Palogrande Árbitro: Bismark Santiago (FIFA) |  |

| 16 de janeiro de 2021 | Junior Barranquilla  | 1 – 0 | Independiente Medellín | Barranquilla                                                            |  |
| 19:30 (UTC−5)         | Teófilo Gutiérrez 8' |       |                        | Estádio: Metropolitano Roberto Meléndez Árbitro: Carlos Betancur (FIFA) |  |

| 17 de janeiro de 2021 | Deportivo Pasto       | 2 – 2 | La Equidad            | Pasto                                                  |  |
| 14:00 (UTC−5)         | Juan Herrera 31', 40' |       | Diego Herazo 53', 62' | Estádio: Departamental Libertad Árbitro: Jorge Tabares |  |

| 17 de janeiro de 2021 | Atlético Nacional                          | 2 – 0 | Santa Fe | Medellín                                            |  |
| 18:05 (UTC−5)         | Neyder Moreno 35' · Vladimir Hernández 60' |       |          | Estádio: Atanasio Girardot Árbitro: Nolberto Ararat |  |

| 17 de janeiro de 2021 | Deportivo Cali         | 1 – 0 | Jaguares de Córdoba | Palmira                                       |  |
| 20:10 (UTC−5)         | Juan Camilo Angulo 69' |       |                     | Estádio: Deportivo Cali Árbitro: Jorge Duarte |  |

| 18 de janeiro de 2021 | Deportes Tolima           | 1 – 1 | Once Caldas            | Ibagué                                                |  |
| 15:30 (UTC−5)         | Juan Fernando Caicedo 57' |       | David Lemos 79' (pen.) | Estádio: Manuel Murillo Toro Árbitro: Wander Mosquera |  |

| 18 de janeiro de 2021 | Atlético Bucaramanga                    | 2 – 0 | Boyacá Chicó | Bucaramanga                                       |  |
| 19:40 (UTC−5)         | Andrés Sarmiento 13' · Henry Plazas 50' |       |              | Estádio: Alfonso López Árbitro: Lisandro Castillo |  |

| 20 de janeiro de 2021 | Alianza Petrolera                           | 2 – 2 | Deportivo Pereira                    | Barrancabermeja                                       |  |
| 19:40 (UTC−5)         | Edwin Torres 54' · Bayron Garcés 69' (pen.) |       | Bryan Castrillón 4' · Danny Cano 86' | Estádio: Daniel Villa Zapata Árbitro: Jhon Hinestroza |  |

| 3 de março de 2021 | Patriotas Boyacá | 0 – 1 | América de Cali   | Tunja                                            |  |
| 20:05 (UTC−5)      |                  |       | Yesus Cabrera 49' | Estádio: La Independencia Árbitro: Héctor Rivera |  |

| 22 de janeiro de 2021 | Independiente Medellín    | 2 – 1 | Patriotas Boyacá  | Medellín                                                 |  |
| (UTC−5)               | Agustín Vuletich 24', 70' |       | Óscar Vanegas 20' | Estádio: Atanasio Girardot Árbitro: Nicolás Gallo (FIFA) |  |

| 23 de janeiro de 2021 | Envigado | 0 – 1 | Deportivo Pasto   | Envigado                                             |  |
| (UTC−5)               |          |       | Arlex Hurtado 22' | Estádio: Polideportivo Sur Árbitro: Mauricio Mercado |  |

| 24 de janeiro de 2021 | América de Cali     | 1 – 1 | Águilas Doradas       | Cali                                                      |  |
| (UTC−5)               | Santiago Moreno 45' |       | Jhon Pérez 57' (pen.) | Estádio: Olímpico Pascual Guerrero Árbitro: Carlos Ortega |  |

| 24 de janeiro de 2021 | Jaguares de Córdoba                           | 2 – 1 | Atlético Bucaramanga | Montería                                   |  |
| (UTC−5)               | Pablo Rojas 49' (pen.) · Jefferson Solano 79' |       | Jhonier Viveros 75'  | Estádio: Jaraguay Árbitro: Diego Escalante |  |

| 24 de janeiro de 2021 | Deportivo Pereira | 0 – 1 | Deportivo Cali                | Pereira                                                  |  |
| (UTC−5)               |                   |       | Agustín Palavecino 69' (pen.) | Estádio: Hernán Ramírez Villegas Árbitro: Keiner Jiménez |  |

| 25 de janeiro de 2021 | La Equidad       | 1 – 0 | Atlético Nacional | Bogotá                                                   |  |
| (UTC−5)               | Pablo Sabbag 66' |       |                   | Estádio: Metropolitano de Techo Árbitro: Ferney Trujillo |  |

| 25 de janeiro de 2021 | Once Caldas    | 1 – 2 | Junior Barranquilla                     | Manizales                                         |  |
| (UTC−5)               | David Lemos 4' |       | Miguel Borja 60' · Fredy Hinestroza 68' | Estádio: Palogrande Árbitro: Wilmar Roldán (FIFA) |  |

| 4 de março de 2021 | Boyacá Chicó | 0 – 1 | Millonarios                | Tunja                                                   |  |
| 18:00 (UTC−5)      |              |       | Cristian Arango 49' (pen.) | Estádio: La Independencia Árbitro: Nicolás Gallo (FIFA) |  |

| 4 de março de 2021 | Santa Fe                                               | 3 – 2 | Deportes Tolima                          | Bogotá                                    |  |
| 20:05 (UTC−5)      | Kelvin Osorio 11' · Jorge Ramos 53' · Diego Valdes 82' |       | Jaminton Campaz 66' · Dairo Mosquera 67' | Estádio: El Campín Árbitro: Carlos Ortega |  |

| 29 de janeiro de 2021 | Jaguares de Córdoba                     | 2 – 0 | Alianza Petrolera | Montería                                   |  |
| 18:00 (UTC−5)         | José Luis Marrufo 4' · José Lloreda 75' |       |                   | Estádio: Jaraguay Árbitro: Wander Mosquera |  |

| 29 de janeiro de 2021 | Deportivo Cali  | 1 – 1 | Envigado           | Palmira                                       |  |
| 20:00 (UTC−5)         | Jorge Arias 18' |       | Hernán Menosse 58' | Estádio: Deportivo Cali Árbitro: Luis Matorel |  |

| 30 de janeiro de 2021 | Patriotas Boyacá           | 1 – 1 | Boyacá Chicó    | Tunja                                            |  |
| 14:00 (UTC−5)         | Óscar Vanegas 45+4' (pen.) |       | Jhoan Arenas 8' | Estádio: La Independencia Árbitro: Carlos Ortega |  |

| 30 de janeiro de 2021 | Águilas Doradas | 0 – 2 | Santa Fe                                      | Rionegro                                         |  |
| 16:00 (UTC−5)         |                 |       | Kelvin Osorio 59' · Michael Rangel 73' (pen.) | Estádio: Alberto Grisales Árbitro: Edilson Ariza |  |

| 30 de janeiro de 2021 | Atlético Nacional                                                                    | 5 – 2 | Deportivo Pereira                        | Medellín                                                 |  |
| 18:15 (UTC−5)         | Jefferson Duque 20' (pen.), 53' (pen.), 78' · Diego Sánchez 71' · Jarlan Barrera 85' |       | Franco Arizala 6' · Bryan Castrillón 29' | Estádio: Atanasio Girardot Árbitro: Mario Herrera (FIFA) |  |

| 30 de janeiro de 2021 | Junior Barranquilla                    | 2 – 1 | América de Cali     | Barranquilla                                                   |  |
| 20:10 (UTC−5)         | Miguel Borja 49' · Sebastián Viera 88' |       | Santiago Moreno 79' | Estádio: Metropolitano Roberto Meléndez Árbitro: Jorge Tabares |  |

| 31 de janeiro de 2021 | Deportes Tolima     | 1 – 0 | La Equidad | Ibagué                                                     |  |
| 15:30 (UTC−5)         | Gustavo Ramírez 61' |       |            | Estádio: Manuel Murillo Toro Árbitro: Wilmar Roldán (FIFA) |  |

| 31 de janeiro de 2021 | Atlético Bucaramanga | 0 – 1 | Independiente Medellín | Bucaramanga                                     |  |
| 19:40 (UTC−5)         |                      |       | Matías Mier 85'        | Estádio: Alfonso López Árbitro: Jhon Hinestroza |  |

| 1 de fevereiro de 2021 | Millonarios                                                                               | 4 – 3 | Once Caldas                                                         | Bogotá                                                   |  |
| 16:00 (UTC−5)          | Fernando Uribe 6' · Emerson Rodríguez 35' · Andrés Felipe Román 53' · Cristian Arango 74' |       | Marcelino Carreazo 30' · Ménder García 48' · David Lemos 66' (pen.) | Estádio: Nemesio Camacho El Campín Árbitro: Éder Vergara |  |

| 2 de fevereiro de 2021 | Envigado          | 1 – 1 | Jaguares de Córdoba | Envigado                                          |  |
| 16:00 (UTC−5)          | Yeison Guzmán 71' |       | José Lloreda 53'    | Estádio: Polideportivo Sur Árbitro: Héctor Rivera |  |

| 2 de fevereiro de 2021 | Boyacá Chicó | 0 – 1 | Deportivo Cali         | Tunja                                                      |  |
| 18:00 (UTC−5)          |              |       | Agustín Palavecino 66' | Estádio: La Independencia Árbitro: Bismark Santiago (FIFA) |  |

| 2 de fevereiro de 2021 | Deportivo Pasto | 0 – 0 | Atlético Nacional | Pasto                                                           |  |
| 20:05 (UTC−5)          |                 |       |                   | Estádio: Departamental Libertad Árbitro: Carlos Betancur (FIFA) |  |

| 3 de fevereiro de 2021 | La Equidad             | 1 – 0 | Junior Barranquilla | Bogotá                                                   |  |
| 14:00 (UTC−5)          | Pablo Sabbag 3' (pen.) |       |                     | Estádio: Metropolitano de Techo Árbitro: Diego Escalante |  |

| 3 de fevereiro de 2021 | Deportivo Pereira | 0 – 0 | Deportes Tolima | Pereira                                                    |  |
| 16:00 (UTC−5)          |                   |       |                 | Estádio: Hernán Ramírez Villegas Árbitro: Mauricio Mercado |  |

| 3 de fevereiro de 2021 | Alianza Petrolera | 1 – 2 | Águilas Doradas                     | Barrancabermeja                                       |  |
| 18:05 (UTC−5)          | Jairo Molina 60'  |       | César Arias 39' · Álvaro Angulo 88' | Estádio: Daniel Villa Zapata Árbitro: Nolberto Ararat |  |

| 3 de fevereiro de 2021 | América de Cali | 0 – 0 | Atlético Bucaramanga | Cali                                                        |  |
| 20:10 (UTC−5)          |                 |       |                      | Estádio: Olímpico Pascual Guerrero Árbitro: Ferney Trujillo |  |

| 4 de fevereiro de 2021 | Santa Fe       | 1 – 0 | Patriotas Boyacá | Bogotá                                                           |  |
| 14:00 (UTC−5)          | Jhon Arias 13' |       |                  | Estádio: Nemesio Camacho El Campín Árbitro: Mario Herrera (FIFA) |  |

| 4 de fevereiro de 2021 | Independiente Medellín | 0 – 0 | Millonarios | Medellín                                           |  |
| 20:00 (UTC−5)          |                        |       |             | Estádio: Atanasio Girardot Árbitro: Keiner Jiménez |  |

| 6 de fevereiro de 2021 | Once Caldas                                                    | 3 – 1 | Envigado                 | Manizales                                      |  |
| 15:15 (UTC−5)          | Marcelino Carreazo 10' · David Lemos 45+1' · Ménder García 84' |       | Yeison Guzmán 17' (pen.) | Estádio: Palogrande Árbitro: Lisandro Castillo |  |

| 6 de fevereiro de 2021 | Junior Barranquilla                       | 2 – 0 | Alianza Petrolera | Barranquilla                                                    |  |
| 17:30 (UTC−5)          | Miguel Borja 72' · Carmelo Valencia 90+4' |       |                   | Estádio: Metropolitano Roberto Meléndez Árbitro: David Espinosa |  |

| 6 de fevereiro de 2021 | Atlético Nacional                         | 2 – 0 | Boyacá Chicó | Medellín                                            |  |
| 20:00 (UTC−5)          | Jarlan Barrera 69' · Andrés Andrade 90+1' |       |              | Estádio: Atanasio Girardot Árbitro: Wander Mosquera |  |

| 7 de fevereiro de 2021 | Millonarios                                                | 3 – 2 | Deportivo Pereira                       | Bogotá                                                    |  |
| 14:00 (UTC−5)          | Fredy Guarín 7' · Fernando Uribe 33' · Cristian Arango 72' |       | Cristian Florez 58' · Andrés Llinás 63' | Estádio: Nemesio Camacho El Campín Árbitro: Jorge Tabares |  |

| 7 de fevereiro de 2021 | Deportes Tolima                          | 2 – 1 | Independiente Medellín      | Ibagué                                             |  |
| 16:00 (UTC−5)          | Anderson Plata 32' · Jaminton Campaz 61' |       | Agustín Vuletich 87' (pen.) | Estádio: Manuel Murillo Toro Árbitro: Éder Vergara |  |

| 7 de fevereiro de 2021 | Patriotas Boyacá | 0 – 1 | Deportivo Cali   | Tunja                                         |  |
| 18:05 (UTC−5)          |                  |       | Jhon Vásquez 14' | Estádio: La Independencia Árbitro: Diego Ruiz |  |

| 7 de fevereiro de 2021 | Jaguares de Córdoba | 0 – 1 | Santa Fe       | Montería                                        |  |
| 20:10 (UTC−5)          |                     |       | Jhon Arias 62' | Estádio: Jaraguay Árbitro: Wilmar Roldán (FIFA) |  |

| 8 de fevereiro de 2021 | Atlético Bucaramanga | 0 – 0 | La Equidad | Bucaramanga                                          |  |
| 20:00 (UTC−5)          |                      |       |            | Estádio: Alfonso López Árbitro: Mario Herrera (FIFA) |  |

| 9 de fevereiro de 2021 | Águilas Doradas | 1 – 1 | Deportivo Pasto | Rionegro                                                   |  |
| 19:40 (UTC−5)          | César Arias 77' |       | Juan Herrera 6' | Estádio: Alberto Grisales Árbitro: Bismark Santiago (FIFA) |  |

| 12 de fevereiro de 2021 | Deportivo Pereira   | 1 – 2 | Patriotas Boyacá                      | Pereira                                                        |  |
| 16:00 (UTC−5)           | Delio Ramírez 90+2' |       | Jesús Arrieta 14' · Arley Bonilla 88' | Estádio: Hernán Ramírez Villegas Árbitro: Wilmar Roldán (FIFA) |  |

| 12 de fevereiro de 2021 | Alianza Petrolera | 0 – 0 | Once Caldas | Barrancabermeja                                       |  |
| 18:00 (UTC−5)           |                   |       |             | Estádio: Daniel Villa Zapata Árbitro: Ferney Trujillo |  |

| 12 de fevereiro de 2021 | Boyacá Chicó     | 1 – 2 | América de Cali                       | Tunja                                           |  |
| 20:05 (UTC−5)           | Javier Calle 29' |       | Duván Vergara 16' · Yesús Cabrera 60' | Estádio: La Independencia Árbitro: Jorge Guzmán |  |

| 13 de fevereiro de 2021 | La Equidad        | 1 – 0 | Millonarios | Bogotá                                                 |  |
| 15:15 (UTC−5)           | Kevin Salazar 90' |       |             | Estádio: Metropolitano de Techo Árbitro: Carlos Ortega |  |

| 13 de fevereiro de 2021 | Deportivo Cali      | 1 – 0 | Águilas Doradas | Palmira                                         |  |
| 17:30 (UTC−5)           | Jefferson Ramos 86' |       |                 | Estádio: Deportivo Cali Árbitro: Keiner Jimenez |  |

| 13 de fevereiro de 2021 | Envigado                           | 2 – 2 | Junior Barranquilla                     | Envigado                                           |  |
| 20:00 (UTC−5)           | Andrés Córdoba 6' · Jader Maza 90' |       | Teófilo Gutiérrez 64' · Germán Mera 66' | Estádio: Polideportivo Sur Árbitro: Jonathan Ortíz |  |

| 14 de fevereiro de 2021 | Santa Fe                                | 2 – 0 | Atlético Bucaramanga | Bogotá                                                   |  |
| 14:00 (UTC−5)           | Kevin Osorio 39' · Sherman Cárdenas 73' |       |                      | Estádio: Nemesio Camacho El Campín Árbitro: Luis Matorel |  |

| 14 de fevereiro de 2021 | Independiente Medellín    | 1 – 0 | Jaguares de Córdoba | Medellín                                          |  |
| 18:05 (UTC−5)           | Andrés Cadavid 38' (pen.) |       |                     | Estádio: Atanasio Girardot Árbitro: Edilson Ariza |  |

| 14 de fevereiro de 2021 | Deportivo Pasto | 0 – 1 | Deportes Tolima    | Pasto                                                    |  |
| 20:10 (UTC−5)           |                 |       | Anderson Plata 71' | Estádio: Departamental Libertad Árbitro: Jhon Hinestroza |  |

| 16 de fevereiro de 2021 | Patriotas Boyacá                                             | 3 – 1 | Alianza Petrolera | Tunja                                              |  |
| 18:00 (UTC−5)           | Jesús Arrieta 22' · Héctor Solano 56' · Cristian Barrios 71' |       | Roger Torres 13'  | Estádio: La Independencia Árbitro: Diego Escalante |  |

| 16 de fevereiro de 2021 | Once Caldas | 0 – 1 | Atlético Nacional   | Manizales                                             |  |
| 20:00 (UTC−5)           |             |       | Jefferson Duque 72' | Estádio: Palogrande Árbitro: Bismarks Santiago (FIFA) |  |

| 17 de fevereiro de 2021 | Atlético Bucaramanga                       | 2 – 0 | Deportivo Pereira | Bucaramanga                                       |  |
| 14:00 (UTC−5)           | Alejandro Quintana 9' · Henry Castillo 71' |       |                   | Estádio: Alfonso López Árbitro: Lisandro Castillo |  |

| 17 de fevereiro de 2021 | Águilas Doradas  | 1 – 1 | Envigado                  | Rionegro                                                |  |
| 16:00 (UTC−5)           | Fredy Salazar 2' |       | José Manuel Hernández 88' | Estádio: Alberto Grisales Árbitro: Wilmar Roldán (FIFA) |  |

| 17 de fevereiro de 2021 | Independiente Medellín      | 1 – 0 | Boyacá Chicó | Medellín                                                   |  |
| 18:05 (UTC−5)           | Agustín Vuletich 36' (pen.) |       |              | Estádio: Atanasio Girardot Árbitro: Carlos Betancur (FIFA) |  |

| 17 de fevereiro de 2021 | Junior Barranquilla | 1 – 2 | Deportivo Cali        | Barranquilla                                                        |  |
| 20:10 (UTC−5)           | Fabián Sambueza 66' |       | Marcos Pérez 64', 77' | Estádio: Metropolitano Roberto Meléndez Árbitro: Jhon Ospina (FIFA) |  |

| 18 de fevereiro de 2021 | Jaguares de Córdoba                     | 2 – 1 | La Equidad              | Montería                                 |  |
| 16:00 (UTC−5)           | Mauricio Castaño 43' · Eduardo Sosa 45' |       | Diego Herazo 77' (pen.) | Estádio: Jaraguay Árbitro: Jorge Tabares |  |

| 18 de fevereiro de 2021 | Millonarios                                            | 3 – 1 | Deportivo Pasto            | Bogotá                                                      |  |
| 18:00 (UTC−5)           | Fernando Uribe 45' (pen.) · Cristian Arango 68', 90+4' |       | Leonardo Aponte 49' (pen.) | Estádio: Nemesio Camacho El Campín Árbitro: Nolberto Ararat |  |

| 18 de fevereiro de 2021 | América de Cali | 0 – 0 | Santa Fe | Cali                                                     |  |
| 20:05 (UTC−5)           |                 |       |          | Estádio: Olímpico Pascual Guerrero Árbitro: Éder Vergara |  |

| 19 de fevereiro de 2021 | Deportes Tolima                                            | 3 – 1 | Patriotas Boyacá   | Ibagué                                               |  |
| 20:00 (UTC−5)           | Anderson Angulo 33' · Juan Ríos 38' · Junior Hernández 57' |       | Álvaro Montero 17' | Estádio: Manuel Murillo Toro Árbitro: David Espinosa |  |

| 20 de fevereiro de 2021 | Envigado       | 1 – 0 | Atlético Bucaramanga | Envigado                                           |  |
| 15:15 (UTC−5)           | Ivan Rojas 13' |       |                      | Estádio: Polideportivo Sur Árbitro: Yahir Cárdenas |  |

| 20 de fevereiro de 2021 | Deportivo Pereira | 0 – 0 | Águilas Doradas | Pereira                                                 |  |
| 17:30 (UTC−5)           |                   |       |                 | Estádio: Hernán Ramírez Villegas Árbitro: Carlos Ortega |  |

| 20 de fevereiro de 2021 | Boyacá Chicó          | 2 – 1 | Junior Barranquilla   | Tunja                                              |  |
| 20:00 (UTC−5)           | Brayan Moreno 9', 25' |       | Teófilo Gutiérrez 80' | Estádio: La Independencia Árbitro: Ferney Trujillo |  |

| 21 de fevereiro de 2021 | La Equidad | 0 – 0 | Once Caldas | Bogotá                                                   |  |
| 14:00 (UTC−5)           |            |       |             | Estádio: Metropolitano de Techo Árbitro: Jhon Hinestroza |  |

| 21 de fevereiro de 2021 | Deportivo Pasto                       | 2 – 2 | Jaguares de Córdoba                     | Pasto                                                    |  |
| 16:00 (UTC−5)           | Jeison Medina 19' · Ray Vanegas 90+1' |       | José Pérez 29' · Diomar Díaz 48' (pen.) | Estádio: Departamental Libertad Árbitro: Diego Escalante |  |

| 21 de fevereiro de 2021 | Santa Fe | 0 – 0 | Independiente Medellín | Bogotá                                                     |  |
| 18:05 (UTC−5)           |          |       |                        | Estádio: Nemesio Camacho El Campín Árbitro: Jonathan Ortíz |  |

| 21 de fevereiro de 2021 | Atlético Nacional                         | 2 – 2 | América de Cali                          | Medellín                                         |  |
| 20:10 (UTC−5)           | Cristian Arrieta 21' · Jarlan Barrera 63' |       | Diber Cambindo 33' · Yesus Cabrera 90+3' | Estádio: Atanasio Girardot Árbitro: Jorge Guzmán |  |

| 22 de fevereiro de 2021 | Deportivo Cali     | 1 – 1 | Alianza Petrolera   | Palmira                                                   |  |
| 20:00 (UTC−5)           | Juan Serrano 90+6' |       | Hanyer Mosquera 15' | Estádio: Deportivo Cali Árbitro: Bismarks Santiago (FIFA) |  |

| 23 de fevereiro de 2021 | Junior de Barranquilla                 | 2 – 0 | Millonarios | Barranquilla                                                          |  |
| 20:00 (UTC−5)           | Fabián Viáfara 43' · Edwin Cetré 90+3' |       |             | Estádio: Metropolitano Roberto Meléndez Árbitro: Wilmar Roldán (FIFA) |  |

| 24 de fevereiro de 2021 | América de Cali | 0 – 0 | Envigado | Cali                                            |  |
| 14:00 (UTC−5)           |                 |       |          | Estádio: Pascual Guerrero Árbitro: Jorge Duarte |  |

| 24 de fevereiro de 2021 | Águilas Doradas     | 1 – 2 | La Equidad                           | Rionegro                                                  |  |
| 16:00 (UTC−5)           | Oscar Hernández 44' |       | John García 23' · Walmer Pacheco 39' | Estádio: Alberto Grisales Árbitro: Carlos Betancur (FIFA) |  |

| 24 de fevereiro de 2021 | Atlético Bucaramanga                                              | 3 – 2 | Atlético Nacional                | Bucaramanga                                      |  |
| 18:05 (UTC−5)           | Michel Acosta 36' · Brayan Fernández 42' · Alejandro Quintana 75' |       | Jarlan Barrera 29', 90+5' (pen.) | Estádio: Alfonso López Árbitro: Mauricio Mercado |  |

| 24 de fevereiro de 2021 | Santa Fe                               | 2 – 0 | Boyacá Chicó | Bogotá                                      |  |
| 20:10 (UTC−5)           | Sherman Cárdenas 12' · Jorge Ramos 45' |       |              | Estádio: El Campín Árbitro: Nolberto Ararat |  |

| 25 de fevereiro de 2021 | Once Caldas | 0 – 1 | Deportivo Pasto   | Manizales                                  |  |
| 14:00 (UTC−5)           |             |       | Hernán Pertúz 16' | Estádio: Palogrande Árbitro: Jorge Tabares |  |

| 25 de fevereiro de 2021 | Jaguares de Córdoba                | 2 – 0 | Deportivo Pereira | Montería                                      |  |
| 16:00 (UTC−5)           | Pablo Rojas 1' · Wilder Guisao 31' |       |                   | Estádio: Jaraguay Árbitro: Jhon Ospina (FIFA) |  |

| 25 de fevereiro de 2021 | Alianza Petrolera | 0 – 5 | Deportes Tolima                                                                         | Barrancabermeja                                    |  |
| 18:05 (UTC−5)           |                   |       | Anderson Plata 14', 16' · Jaminton Campaz 42' · Juan Caicedo 58' · Juan Pablo Nieto 71' | Estádio: Daniel Villa Zapata Árbitro: Luis Matorel |  |

| 25 de fevereiro de 2021 | Independiente Medellín | 1 – 1 | Deportivo Cali  | Medellín                                         |  |
| 20:10 (UTC−5)           | Agustín Vuletich 81'   |       | Jorge Arias 63' | Estádio: Atanasio Girardot Árbitro: Éder Vergara |  |

| 27 de fevereiro de 2021 | La Equidad                                      | 2 – 1 | Boyacá Chicó      | Bogotá                                                        |  |
| 17:30 (UTC−5)           | Pablo Lima 33' (pen.) · Diego Herazo 68' (pen.) |       | Brayan Moreno 61' | Estádio: Metropolitano de Techo Árbitro: Mario Herrera (FIFA) |  |

| 27 de fevereiro de 2021 | Patriotas Boyacá  | 1 – 0 | Junior de Barranquilla | Tunja                                            |  |
| 20:00 (UTC−5)           | Héctor Solano 55' |       |                        | Estádio: La Independencia Árbitro: Carlos Ortega |  |

| 28 de fevereiro de 2021 | Envigado             | 1 – 1 | Independiente Medellín | Envigado                                            |  |
| 14:00 (UTC−5)           | Andrés Córdoba 45+1' |       | Agustín Vuletich 1'    | Estádio: Polideportivo Sur Árbitro: Diego Escalante |  |

| 28 de fevereiro de 2021 | Deportes Tolima              | 1 – 0 | Águilas Doradas | Ibagué                                                   |  |
| 16:00 (UTC−5)           | Sergio Mosquera 90+1' (pen.) |       |                 | Estádio: Manuel Murillo Toro Árbitro: Jhon Ospina (FIFA) |  |

| 28 de fevereiro de 2021 | Deportivo Pasto | 1 – 1 | América de Cali     | Pasto                                                         |  |
| 18:05 (UTC−5)           | Ray Vanegas 11' |       | Santiago Moreno 74' | Estádio: Departamental Libertad Árbitro: Nicolás Gallo (FIFA) |  |

| 28 de fevereiro de 2021 | Deportivo Cali      | 1 – 1 | Santa Fe                    | Palmira                                               |  |
| 20:10 (UTC−5)           | Andrés Colorado 63' |       | Sherman Cárdenas 18' (pen.) | Estádio: Deportivo Cali Árbitro: Wilmar Roldán (FIFA) |  |

| 1 de março de 2021 | Deportivo Pereira                 | 2 – 0 | Once Caldas | Pereira                                                       |  |
| 18:00 (UTC−5)      | Robert Mejía 27' · Danny Cano 47' |       |             | Estádio: Hernán Ramírez Villegas Árbitro: Andrés Rojas (FIFA) |  |

| 1 de março de 2021 | Millonarios | 0 – 2 | Jaguares de Córdoba                 | Bogotá                                                      |  |
| 20:00 (UTC−5)      |             |       | Pablo Rojas 38' · José Barragán 57' | Estádio: Nemesio Camacho El Campín Árbitro: Jhon Hinestroza |  |

| 2 de março de 2021 | Atlético Nacional                                                                      | 5 – 0 | Alianza Petrolera | Medellín                                            |  |
| 20:00 (UTC−5)      | Jarlan Barrera 6' · Jonathan Alvez 12', 57' · Vladimir Hernández 71' · Alex Castro 83' |       |                   | Estádio: Atanasio Girardot Árbitro: Ferney Trujillo |  |

| 5 de março de 2021 | Independiente Medellín | 1 – 1 | La Equidad       | Medellín                                            |  |
| 18:00 (UTC−5)      | Agustín Vuletich 24'   |       | Larry Angulo 15' | Estádio: Atanasio Girardot Árbitro: Nolverto Ararat |  |

| 5 de março de 2021 | Junior de Barranquilla  | 1 – 1 | Atlético Bucaramanga | Barranquilla                                                         |  |
| 20:00 (UTC−5)      | Miguel Borja 65' (pen.) |       | Brayan Fernández 37' | Estádio: Metropolitano Roberto Meléndez Árbitro: Andrés Rojas (FIFA) |  |

| 6 de março de 2021 | Once Caldas | 0 – 0 | Deportivo Cali | Manizales                                   |  |
| 17:30 (UTC−5)      |             |       |                | Estádio: Palogrande Árbitro: Steven Camargo |  |

| 6 de março de 2021 | Águilas Doradas              | 1 – 1 | Atlético Nacional | Rionegro                                                |  |
| 20:00 (UTC−5)      | Christian Marrugo 67' (pen.) |       | Tomás Ángel 1'    | Estádio: Alberto Grisales Árbitro: Wilmar Roldán (FIFA) |  |

| 7 de março de 2021 | América de Cali   | 1 – 0 | Deportivo Pereira | Cali                                                      |  |
| 15:30 (UTC−5)      | Yesus Cabrera 53' |       |                   | Estádio: Olímpico Pascual Guerrero Árbitro: Edilson Ariza |  |

| 7 de março de 2021 | Jaguares de Córdoba                            | 3 – 2 | Patriotas Boyacá                        | Montería                                |  |
| 17:40 (UTC−5)      | Pablo Rojas 5' (pen.), 18' · José Barragán 23' |       | Yonatan Murillo 17' · Ivan Scarpeta 50' | Estádio: Jaraguay Árbitro: Jorge Duarte |  |

| 7 de março de 2021 | Boyacá Chicó                        | 2 – 1 | Deportes Tolima       | Tunja                                                       |  |
| 20:00 (UTC−5)      | Frank Lozano 15' · Nelino Tapia 27' |       | Sergio Mosquera 45+3' | Estádio: La Independencia Árbitro: Bismarks Santiago (FIFA) |  |

| 8 de março de 2021 | Santa Fe                                   | 2 – 2 | Deportivo Pasto                       | Bogotá                                                   |  |
| 20:00 (UTC−5)      | Fainer Torijano 20' · Jersson González 86' |       | Jeison Medina 9' · Dairo Mosquera 64' | Estádio: Nemesio Camacho El Campín Árbitro: Éder Vergara |  |

| 9 de março de 2021 | Alianza Petrolera | 0 – 2 | Millonarios            | Barrancabermeja                                  |  |
| 20:00 (UTC−5)      |                   |       | Fernando Uribe 1', 55' | Estádio: Daniel Villa Zapata Árbitro: Diego Ruiz |  |

| 11 de março de 2021 | Deportivo Cali | 0 – 2 | América de Cali              | Palmira                                          |  |
| 20:00 (UTC−5)       |                |       | Adrián Ramos 10' (pen.), 55' | Estádio: Deportivo Cali Árbitro: Jhon Hinestroza |  |

| 12 de março de 2021 | La Equidad                                       | 3 – 1 | Envigado       | Bogotá                                                 |  |
| 15:15 (UTC−5)       | Diego Herazo 14', 36' (pen.) · Omar Duarte 45+3' |       | Jhon Durán 42' | Estádio: Metropolitano de Techo Árbitro: Edilson Ariza |  |

| 12 de março de 2021 | Deportes Tolima                                                        | 3 – 2 | Jaguares de Córdoba                | Ibagué                                                |  |
| 20:00 (UTC−5)       | John Narváez 45+1' · Sergio Mosquera 60' (pen.) · Yoandri Orozco 90+3' |       | Eduardo Sosa 19' · Pablo Bueno 70' | Estádio: Manuel Murillo Toro Árbitro: Nolberto Ararat |  |

| 13 de março de 2021 | Deportivo Pasto    | 1 – 0 | Alianza Petrolera | Pasto                                                |  |
| 17:30 (UTC−5)       | Miguel Camargo 41' |       |                   | Estádio: Departamental Libertad Árbitro: Diego Ulloa |  |

| 13 de março de 2021 | Patriotas Boyacá | 0 – 2 | Millonarios                          | Tunja                                            |  |
| 20:00 (UTC−5)       |                  |       | Fernando Uribe 7' · Edgar Guerra 20' | Estádio: La Independencia Árbitro: Jorge Tabares |  |

| 14 de março de 2021 | Águilas Doradas | 0 – 2 | Independiente Medellín             | Rionegro                                                |  |
| 17:35 (UTC−5)       |                 |       | Carlo Ramírez 1' · Jaen Pineda 44' | Estádio: Alberto Grisales Árbitro: Carlos Ortega (FIFA) |  |

| 14 de março de 2021 | Atlético Nacional          | 1 – 0 | Junior de Barranquilla | Medellín                                            |  |
| 20:00 (UTC−5)       | Jefferson Duque 79' (pen.) |       |                        | Estádio: Atanasio Girardot Árbitro: Ferney Trujillo |  |

| 15 de março de 2021 | Atlético Bucaramanga | 1 – 1 | Once Caldas     | Bucaramanga                                    |  |
| 20:00 (UTC−5)       | Brayan Fernández 43' |       | David Lemos 38' | Estádio: Alfonso López Árbitro: Yahir Cárdenas |  |

| 16 de março de 2021 | Deportivo Pereira | 0 – 0 | Boyacá Chicó | Pereira                                                       |  |
| 20:00 (UTC−5)       |                   |       |              | Estádio: Hernán Ramírez Villegas Árbitro: Andrés Rojas (FIFA) |  |

| 19 de março de 2021 | Jaguares de Córdoba | 0 – 2 | Águilas Doradas                                | Montería                                   |  |
| 19:40 (UTC−5)       |                     |       | César Arias 22' · Christian Marrugo 78' (pen.) | Estádio: Jaraguay Árbitro: Jhon Hinestroza |  |

| 20 de março de 2021 | Envigado                       | 2 – 1 | Santa Fe          | Envigado                                            |  |
| 15:30 (UTC−5)       | Jhon Durán 7' · Jader Maza 57' |       | Kelvin Osorio 37' | Estádio: Polideportivo Sur Árbitro: Nolberto Ararat |  |

| 20 de março de 2021 | Junior de Barranquilla                                   | 3 – 0 | Deportivo Pereira | Barranquilla                                                          |  |
| 17:40 (UTC−5)       | John Pajoy 43' · Fredy Hinestroza 79' · Miguel Borja 81' |       |                   | Estádio: Metropolitano Roberto Meléndez Árbitro: Carlos Ortega (FIFA) |  |

| 20 de março de 2021 | Once Caldas         | 1 – 1 | América de Cali  | Manizales                                         |  |
| 20:00 (UTC−5)       | Yoiver González 25' |       | Steven Lucumí 5' | Estádio: Palogrande Árbitro: Wilmar Roldán (FIFA) |  |

| 21 de março de 2021 | Independiente Medellín                          | 2 – 2 | Deportivo Pasto                     | Medellín                                                |  |
| 15:30 (UTC−5)       | Leonardo Castro 63' · Andrés Cadavid 87' (pen.) |       | Ray Vanegas 59' · Jeison Medina 80' | Estádio: Atanasio Girardot Árbitro: Andrés Rojas (FIFA) |  |

| 21 de março de 2021 | Deportivo Cali | 0 – 0 | Deportes Tolima | Palmira                                          |  |
| 17:40 (UTC−5)       |                |       |                 | Estádio: Deportivo Cali Árbitro: Diego Escalante |  |

| 21 de março de 2021 | Millonarios         | 1 – 2 | Atlético Nacional                                | Bogotá                                                             |  |
| 20:00 (UTC−5)       | Cristian Arango 81' |       | Baldomero Perlaza 84' · Vladimir Hernández 90+3' | Estádio: Nemesio Camacho El Campín Árbitro: Carlos Betancur (FIFA) |  |

| 22 de março de 2021 | Patriotas Boyacá     | 1 – 2 | La Equidad                     | Tunja                                           |  |
| 18:05 (UTC−5)       | Kevin Aladesanmi 80' |       | Diego Herazo 65', 90+1' (pen.) | Estádio: La Independencia Árbitro: Luis Matorel |  |

| 22 de março de 2021 | Alianza Petrolera | 1 – 3 | Atlético Bucaramanga                                                | Barrancabermeja                                            |  |
| 20:10 (UTC−5)       | Jairo Molina 42'  |       | Brayan Fernández 3' · Alejandro Quintana 68' · Andrés Sarmiento 89' | Estádio: Daniel Villa Zapata Árbitro: Mario Herrera (FIFA) |  |

| 23 de março de 2021 | Boyacá Chicó                                                     | 3 – 0 | Envigado | Tunja                                                     |  |
| 18:00 (UTC−5)       | Geimer Balanta 41' (pen.) · Nelino Tapia 69' · Brayan Moreno 76' |       |          | Estádio: La Independencia Árbitro: Carlos Betancur (FIFA) |  |

| 23 de março de 2021 | Santa Fe                               | 2 – 0 | Once Caldas | Bogotá                                                    |  |
| 20:00 (UTC−5)       | Kelvin Osorio 39' · Dairo Mosquera 72' |       |             | Estádio: Nemesio Camacho El Campín Árbitro: Jorge Tabares |  |

| 24 de março de 2021 | América de Cali   | 1 – 2 | Independiente Medellín | Cali                                                     |  |
| 15:15 (UTC−5)       | Kevin Andrade 66' |       | Javier Reyna 48', 90'  | Estádio: Olímpico Pascual Guerrero Árbitro: Éder Vergara |  |

| 24 de março de 2021 | Deportes Tolima | 0 – 1 | Junior de Barranquilla | Ibagué                                                    |  |
| 17:30 (UTC−5)       |                 |       | Luis González 63'      | Estádio: Manuel Murillo Toro Árbitro: Andrés Rojas (FIFA) |  |

| 24 de março de 2021 | Atlético Nacional                                                        | 3 – 1 | Jaguares de Córdoba    | Medellín                                                    |  |
| 20:00 (UTC−5)       | Baldomero Perlaza 19' · Jefferson Duque 24' (pen.) · Brayan Rovira 90+3' |       | Pablo Rojas 39' (pen.) | Estádio: Atanasio Girardot Árbitro: Bismark Santiago (FIFA) |  |

| 25 de março de 2021 | Deportivo Pasto   | 1 – 0 | Patriotas Boyacá | Pasto                                                  |  |
| 14:00 (UTC−5)       | Oscar Vanegas 86' |       |                  | Estádio: Departamental Libertad Árbitro: Edilson Ariza |  |

| 25 de março de 2021 | La Equidad         | 1 – 1 | Alianza Petrolera | Bogotá                                                        |  |
| 16:00 (UTC−5)       | Diego Herazo 45+1' |       | Bayron Garcés 85' | Estádio: Metropolitano de Techo Árbitro: Wilmar Roldán (FIFA) |  |

| 25 de março de 2021 | Atlético Bucaramanga | 1 – 0 | Deportivo Cali | Bucaramanga                                     |  |
| 18:05 (UTC−5)       | Álvaro Meléndez 12'  |       |                | Estádio: Alfonso López Árbitro: Wander Mosquera |  |

| 25 de março de 2021 | Águilas Doradas | 0 – 0 | Millonarios | Rionegro                                                |  |
| 20:10 (UTC−5)       |                 |       |             | Estádio: Alberto Grisales Árbitro: Carlos Ortega (FIFA) |  |

| 27 de março de 2021 | Envigado | 0 – 0 | Deportes Tolima | Envigado                                        |  |
| 14:00 (UTC−5)       |          |       |                 | Estádio: Polideportivo Sur Árbitro: Diego Ulloa |  |

| 27 de março de 2021 | Once Caldas                                                                                 | 4 – 2 | Boyacá Chicó                           | Manizales                                            |  |
| 16:00 (UTC−5)       | Mender García 5' · Marcelino Carreazo 11' · David Lemos 59' (pen.) · Alejandro García 90+3' |       | Brayan Moreno 36' · Geimer Balanta 38' | Estádio: Palogrande Árbitro: Bismark Santiago (FIFA) |  |

| 27 de março de 2021 | Junior de Barranquilla | 1 – 1 | Santa Fe           | Barranquilla                                                          |  |
| 18:05 (UTC−5)       | Miguel Borja 1'        |       | Daniel Giraldo 32' | Estádio: Metropolitano Roberto Meléndez Árbitro: Wilmar Roldán (FIFA) |  |

| 27 de março de 2021 | Independiente Medellín | 0 – 0 | Atlético Nacional | Medellín                                                 |  |
| 20:10 (UTC−5)       |                        |       |                   | Estádio: Atanasio Girardot Árbitro: Mario Herrera (FIFA) |  |

| 28 de março de 2021 | Deportivo Pereira | 0 – 0 | La Equidad | Pereira                                                          |  |
| 14:00 (UTC−5)       |                   |       |            | Estádio: Hernán Ramírez Villegas Árbitro: Carlos Betancur (FIFA) |  |

| 28 de março de 2021 | Alianza Petrolera | 0 – 2 | América de Cali                         | Barrancabermeja                                     |  |
| 16:00 (UTC−5)       |                   |       | Santiago Moreno 14' · Duván Vergara 67' | Estádio: Daniel Villa Zapata Árbitro: Héctor Rivera |  |

| 28 de março de 2021 | Patriotas Boyacá                   | 2 – 1 | Águilas Doradas       | Tunja                                           |  |
| 18:05 (UTC−5)       | Jesús Arrieta 36' · Edgar Rito 41' |       | Christian Marrugo 52' | Estádio: La Independencia Árbitro: Jorge Guzmán |  |

| 28 de março de 2021 | Millonarios                                | 2 – 1 | Atlético Bucaramanga | Bogotá                                                      |  |
| 20:10 (UTC−5)       | Emerson Rodríguez 19' · Jader Valencia 72' |       | Álvaro Meléndez 39'  | Estádio: Nemesio Camacho El Campín Árbitro: Diego Escalante |  |

| 29 de março de 2021 | Deportivo Cali          | 1 – 1 | Deportivo Pasto | Palmira                                         |  |
| 20:00 (UTC−5)       | Marcos Pérez 56' (pen.) |       | Almir Soto 31'  | Estádio: Deportivo Cali Árbitro: David Espinosa |  |

| 30 de março de 2021 | Deportes Tolima                           | 2 – 1 | Atlético Nacional          | Ibagué                                                       |  |
| 18:00 (UTC−5)       | Sergio Mosquera 37' · Gustavo Ramírez 71' |       | Geisson Perea 90+8' (pen.) | Estádio: Manuel Murillo Toro Árbitro: Carlos Betancur (FIFA) |  |

| 30 de março de 2021 | Jaguares de Córdoba | 0 – 2 | Junior de Barranquilla                  | Montería                                 |  |
| 20:05 (UTC−5)       |                     |       | Sebastián Viera 17' · Didier Moreno 57' | Estádio: Jaraguay Árbitro: Jorge Tabares |  |

| 31 de março de 2021 | América de Cali                      | 2 – 1 | Millonarios      | Cali                                                             |  |
| 15:30 (UTC−5)       | Luis Sánchez 79' · Marlon Torres 84' |       | Diego Abadia 27' | Estádio: Olímpico Pascual Guerrero Árbitro: Wilmar Roldán (FIFA) |  |

| 31 de março de 2021 | Envigado                                  | 3 – 0 | Patriotas Boyacá | Envigado                                              |  |
| 17:40 (UTC−5)       | Yeison Guzmán 16', 47' · Edison López 74' |       |                  | Estádio: Polideportivo Sur Árbitro: Lisandro Castillo |  |

| 31 de março de 2021 | Águilas Doradas                      | 2 – 2 | Once Caldas                | Rionegro                                           |  |
| 20:00 (UTC−5)       | Jeison Quiñónez 32' · Juan Pérez 73' |       | Harrison Otálvaro 21', 57' | Estádio: Alberto Grisales Árbitro: Wander Mosquera |  |

| 1 de abril de 2021 | Boyacá Chicó                             | 2 – 0 | Alianza Petrolera | Tunja                                                   |  |
| 18:00 (UTC−5)      | Brayan Moreno 31' · Leonardo Saldaña 74' |       |                   | Estádio: La Independencia Árbitro: Carlos Ortega (FIFA) |  |

| 1 de abril de 2021 | La Equidad                            | 2 – 5 | Deportivo Cali                                                                                            | Bogotá                                                      |  |
| 20:05 (UTC−5)      | Larry Angulo 77' · Jefferson Mena 83' |       | Jhojan Valencia 29' · Marcos Pérez 60' (pen.) · Gastón Rodríguez 87', 90+7' (pen.) · Angelo Rodríguez 89' | Estádio: Metropolitano de Techo Árbitro: Jhon Ospina (FIFA) |  |

| 2 de abril de 2021 | Santa Fe            | 1 – 1 | Deportivo Pereira       | Bogotá                                                      |  |
| 19:40 (UTC−5)      | Fainer Torijano 89' |       | Wilfrido de la Rosa 38' | Estádio: Nemesio Camacho El Campín Árbitro: Diego Escalante |  |

| 15 de abril de 2021 | Deportivo Pasto | 1 – 1 | Atlético Bucaramanga | Pasto                           |  |
| 19:40 (UTC−5)       |                 |       |                      | Estádio: Departamental Libertad |  |

| 3 de abril de 2021 | Atlético Nacional                                                 | 3 – 0 | Envigado | Medellín                                         |  |
| 18:05 (UTC−5)      | Michael Chacón 33' · Jefferson Duque 90+1' · Andrés Andrade 90+2' |       |          | Estádio: Atanasio Girardot Árbitro: Éder Vergara |  |

| 3 de abril de 2021 | Millonarios | 0 – 0 | Deportes Tolima | Bogotá                                                      |  |
| 20:10 (UTC−5)      |             |       |                 | Estádio: Nemesio Camacho El Campín Árbitro: Jhon Hinestroza |  |

| 4 de abril de 2021 | América de Cali | 0 – 1 | La Equidad          | Cali                                                             |  |
| 15:30 (UTC−5)      |                 |       | Daniel Mantilla 44' | Estádio: Olímpico Pascual Guerrero Árbitro: Carlos Ortega (FIFA) |  |

| 4 de abril de 2021 | Boyacá Chicó | 0 – 0 | Deportivo Pasto | Tunja                                            |  |
| 17:40 (UTC−5)      |              |       |                 | Estádio: La Independencia Árbitro: Jorge Tabares |  |

| 4 de abril de 2021 | Junior de Barranquilla | 0 – 0 | Águilas Doradas | Barranquilla                                                            |  |
| 20:00 (UTC−5)      |                        |       |                 | Estádio: Metropolitano Roberto Meléndez Árbitro: Carlos Betancur (FIFA) |  |

| 5 de abril de 2021 | Atlético Bucaramanga | 0 – 1 | Patriotas Boyacá  | Bucaramanga                                     |  |
| 18:00 (UTC−5)      |                      |       | Jesús Arrieta 65' | Estádio: Alfonso López Árbitro: Ferney Trujillo |  |

| 5 de abril de 2021 | Once Caldas         | 1 – 2 | Jaguares de Córdoba               | Manizales                                 |  |
| 20:00 (UTC−5)      | Fabián Mosquera 24' |       | Pablo Bueno 78' · Roger Lemus 82' | Estádio: Palogrande Árbitro: Luis Matorel |  |

| 6 de abril de 2021 | Deportivo Pereira        | 1 – 0 | Independiente Medellín | Pereira                                                 |  |
| 18:00 (UTC−5)      | Alejandro Piedrahita 42' |       |                        | Estádio: Hernán Ramírez Villegas Árbitro: Edilson Ariza |  |

| 6 de abril de 2021 | Alianza Petrolera | 0 – 3 | Santa Fe                                                      | Barrancabermeja                                    |  |
| 20:00 (UTC−5)      |                   |       | Kelvin Osorio 27' · Andrés Rentería 39' · Johan Caballero 48' | Estádio: Daniel Villa Zapata Árbitro: Jorge Guzmán |  |

| 10 de abril de 2021 | Independiente Medellín            | 2 – 2 | Alianza Petrolera                       | Medellín                                            |  |
| 15:30 (UTC−5)       | Javier Reina 9' · Matías Mier 43' |       | Edwin Torres 14' · Sebastián Acosta 88' | Estádio: Atanasio Girardot Árbitro: Nolberto Ararat |  |

| 10 de abril de 2021 | Jaguares de Córdoba | 0 – 0 | América de Cali | Montería                                       |  |
| 17:40 (UTC−5)       |                     |       |                 | Estádio: Jaraguay Árbitro: Andrés Rojas (FIFA) |  |

| 10 de abril de 2021 | Deportivo Cali              | 1 – 0 | Atlético Nacional | Palmira                                          |  |
| 20:00 (UTC−5)       | Gastón Rodríguez 40' (pen.) |       |                   | Estádio: Deportivo Cali Árbitro: Jhon Hinestroza |  |

| 11 de abril de 2021 | Envigado | 0 – 1 | Deportivo Pereira | Envigado                                                   |  |
| 15:30 (UTC−5)       |          |       | Henry Rojas 51'   | Estádio: Polideportivo Sur Árbitro: Carlos Betancur (FIFA) |  |

| 11 de abril de 2021 | Águilas Doradas | 0 – 3 | Boyacá Chicó                                                       | Rionegro                                                |  |
| 15:30 (UTC−5)       |                 |       | Henry Plazas 57' · Diego Echeverrí 68' · Geimer Balanta 77' (pen.) | Estádio: Alberto Grisales Árbitro: Carlos Ortega (FIFA) |  |

| 11 de abril de 2021 | Deportivo Pasto | 0 – 0 | Junior de Barranquilla | Pasto                                                         |  |
| 17:40 (UTC−5)       |                 |       |                        | Estádio: Departamental Libertad Árbitro: Wilmar Roldán (FIFA) |  |

| 11 de abril de 2021 | Santa Fe                  | 1 – 2 | Millonarios                                         | Bogotá                                                         |  |
| 20:00 (UTC−5)       | Jhon Velásquez 67' (pen.) |       | Ricardo Márquez 90+1' (pen.) · Jader Valencia 90+7' | Estádio: Nemesio Camacho El Campín Árbitro: Jhon Ospina (FIFA) |  |

| 12 de abril de 2021 | Deportes Tolima | 0 – 0 | Atlético Bucaramanga | Ibagué                                                        |  |
| 20:00 (UTC−5)       |                 |       |                      | Estádio: Manuel Murillo Toro Árbitro: Bismark Santiago (FIFA) |  |

| 13 de abril de 2021 | Patriotas Boyacá | 1 – 1 | Once Caldas          | Tunja                                              |  |
| 20:00 (UTC−5)       | Jesús Arrieta 6' |       | Alejandro García 38' | Estádio: La Independencia Árbitro: Diego Escalante |  |

| 16 de abril de 2021 | Alianza Petrolera | 1 – 1 | Envigado | Barrancabermeja              |  |
| 19:40 (UTC−5)       |                   |       |          | Estádio: Daniel Villa Zapata |  |

| 18 de abril de 2021 | Atlético Bucaramanga | 4 – 1 | Águilas Doradas | Bucaramanga            |  |
| 15:30 (UTC−5)       |                      |       |                 | Estádio: Alfonso López |  |

| 18 de abril de 2021 | Once Caldas | 2 – 0 | Independiente Medellín | Manizales           |  |
| 15:30 (UTC−5)       |             |       |                        | Estádio: Palogrande |  |

| 18 de abril de 2021 | Deportivo Pereira | 4 – 2 | Deportivo Pasto | Pereira                          |  |
| 15:30 (UTC−5)       |                   |       |                 | Estádio: Hernán Ramírez Villegas |  |

| 18 de abril de 2021 | La Equidad | 1 – 2 | Santa Fe | Bogotá                          |  |
| 15:30 (UTC−5)       |            |       |          | Estádio: Metropolitano de Techo |  |

| 18 de abril de 2021 | Atlético Nacional | 7 – 1 | Patriotas Boyacá | Medellín                   |  |
| 15:30 (UTC−5)       |                   |       |                  | Estádio: Atanasio Girardot |  |

| 18 de abril de 2021 | Boyacá Chicó | 0 – 0 | Jaguares de Córdoba | Tunja                     |  |
| 15:30 (UTC−5)       |              |       |                     | Estádio: La Independencia |  |

| 18 de abril de 2021 | América de Cali | 2 – 0 | Deportes Tolima | Cali                               |  |
| 15:30 (UTC−5)       |                 |       |                 | Estádio: Olímpico Pascual Guerrero |  |

| 18 de abril de 2021 | Millonarios | 3 – 1 | Deportivo Cali | Bogotá                             |  |
| 15:30 (UTC−5)       |             |       |                | Estádio: Nemesio Camacho El Campín |  |

| Fonte: DIMAYOR (em castelhano), Win Sports (em castelhano), Soccerway. |

### Quartas de final
| Chave | Equipe 1          | Total | Equipe 2               | Jogo 1 | Jogo 2 |
| ----- | ----------------- | ----- | ---------------------- | ------ | ------ |
| A     | Atlético Nacional | 2–3   | La Equidad             | 0 –1   | 2–2    |
| B     | Santa Fe          | 1 –3  | Junior de Barranquilla | 1 –3   | 0–0    |
| C     | Millonarios       | 2–1   | América de Cali        | 2 –1   | 0–0    |
| D     | Deportivo Cali    | 2–3   | Deportes Tolima        | 0–3    | 2–0    |

### Semifinal
| Chave | Equipe 1               | Total | Equipe 2        | Jogo 1 | Jogo 2 |
| ----- | ---------------------- | ----- | --------------- | ------ | ------ |
| S1    | La Equidad             | 2–3   | Deportes Tolima | 1–1    | 1–2    |
| S2    | Junior de Barranquilla | 3–4   | Millonarios     | 3–2    | 0–2    |

### Final
| Chave | Equipe 1    | Total | Equipe 2        | Jogo 1 | Jogo 2 |
| ----- | ----------- | ----- | --------------- | ------ | ------ |
|       | Millonarios | 2–3   | Deportes Tolima | 1–2    | 1–1    |

## Premiação da Liga BetPlay I
| Campeonato Colombiano de 2021 Primeira Divisão |
| Liga BetPlay I                                 |
| ---------------------------------------------- |
| Deportes Tolima Campeão (3º título)            |

## Liga BetPlay II

### Primeira fase

#### Resultados
| Pos | Equipe                 | Pts | J  | V  | E  | D  | GP | GC | SG  | Classificação                |
| --- | ---------------------- | --- | -- | -- | -- | -- | -- | -- | --- | ---------------------------- |
| 1   | Atlético Nacional      | 42  | 20 | 12 | 6  | 2  | 32 | 13 | +19 | Semifinal da Liga BetPlay II |
| 2   | Millonarios            | 36  | 20 | 11 | 3  | 6  | 36 | 23 | +13 | Semifinal da Liga BetPlay II |
| 3   | Deportes Tolima        | 36  | 20 | 9  | 9  | 2  | 25 | 13 | +12 | Semifinal da Liga BetPlay II |
| 4   | Junior de Barranquilla | 33  | 20 | 8  | 9  | 3  | 25 | 21 | +4  | Semifinal da Liga BetPlay II |
| 5   | Deportivo Pereira      | 33  | 20 | 9  | 6  | 5  | 24 | 21 | +3  | Semifinal da Liga BetPlay II |
| 6   | Alianza Petrolera      | 31  | 20 | 8  | 7  | 5  | 27 | 18 | +9  | Semifinal da Liga BetPlay II |
| 7   | Deportivo Cali         | 31  | 20 | 8  | 7  | 5  | 27 | 21 | +6  | Semifinal da Liga BetPlay II |
| 8   | América de Cali        | 29  | 20 | 8  | 5  | 7  | 25 | 19 | +6  | Semifinal da Liga BetPlay II |
| 9   | Envigado               | 28  | 20 | 7  | 7  | 6  | 24 | 22 | +2  |                              |
| 10  | Atlético Bucaramanga   | 27  | 20 | 7  | 6  | 7  | 26 | 29 | −3  |                              |
| 11  | Jaguares               | 27  | 20 | 7  | 6  | 7  | 23 | 26 | −3  |                              |
| 12  | Independiente Medellín | 26  | 20 | 5  | 11 | 4  | 14 | 15 | −1  |                              |
| 13  | Águilas Doradas        | 25  | 20 | 7  | 4  | 9  | 24 | 25 | −1  |                              |
| 14  | Santa Fe               | 25  | 20 | 6  | 7  | 7  | 21 | 22 | −1  |                              |
| 15  | La Equidad             | 25  | 20 | 6  | 7  | 7  | 20 | 21 | −1  |                              |
| 16  | Deportes Quindío       | 22  | 20 | 6  | 4  | 10 | 18 | 24 | −6  |                              |
| 17  | Once Caldas            | 20  | 20 | 5  | 5  | 10 | 18 | 30 | −12 |                              |
| 18  | Patriotas Boyacá       | 18  | 20 | 4  | 6  | 10 | 14 | 21 | −7  |                              |
| 19  | Deportivo Pasto        | 16  | 20 | 4  | 4  | 12 | 13 | 28 | −15 |                              |
| 20  | Atlético Huila         | 8   | 20 | 1  | 5  | 14 | 11 | 35 | −24 |                              |

#### Results
| Mandante \ Visitante   | AGU | APE | AME | BUC | HUI | NAC | QUI | TOL | CAL | PAS | PER | ENV | DIM | JAG | JUN | EQU | MIL | ONC | PAT | SFE |
| ---------------------- | --- | --- | --- | --- | --- | --- | --- | --- | --- | --- | --- | --- | --- | --- | --- | --- | --- | --- | --- | --- |
| Águilas Doradas        | —   | 1–0 | 1–3 | 3–0 | —   | —   | —   | 1–1 | 1–2 | —   | 0–1 | 1–1 | —   | 1–2 | 1–2 | —   | —   | —   | 1–0 | —   |
| Alianza Petrolera      | —   | —   | —   | 2–0 | 1–0 | 1–3 | —   | —   | 2–3 | 2–0 | —   | —   | 3–0 | 1–1 | 1–1 | 1–0 | —   | —   | 3–0 | —   |
| América de Cali        | —   | 1–1 | —   | —   | 1–0 | 0–2 | 0–1 | —   | 1–1 | 3–0 | —   | —   | —   | 2–3 | 3–1 | —   | —   | 1–0 | 0–0 | —   |
| Atlético Bucaramanga   | —   | 1–2 | 2–1 | —   | 1–1 | —   | —   | 1–1 | —   | 2–1 | —   | 2–1 | —   | 0–1 | 1–1 | —   | 3–4 | —   | —   | 4–3 |
| Atlético Huila         | 0–2 | —   | —   | —   | —   | 1–4 | 0–0 | 1–2 | 0–5 | —   | 0–2 | —   | 3–1 | —   | —   | 1–1 | —   | —   | 2–2 | 1–2 |
| Atlético Nacional      | 1–0 | —   | —   | 0–0 | —   | —   | 1–0 | 1–0 | 2–0 | 1–1 | —   | —   | 1–1 | —   | —   | 2–0 | 1–3 | 2–0 | —   | —   |
| Deportes Quindío       | 2–1 | 1–0 | —   | 2–3 | —   | —   | —   | —   | —   | 1–2 | 2–3 | —   | 1–0 | 2–0 | —   | —   | —   | 2–1 | 0–3 | 1–1 |
| Deportes Tolima        | —   | 1–1 | 0–1 | —   | 1–0 | —   | 3–1 | —   | 1–1 | 1–0 | 1–0 | 2–0 | —   | —   | —   | —   | 3–2 | —   | —   | 0–0 |
| Deportivo Cali         | —   | —   | 0–1 | 1–2 | —   | —   | 1–0 | —   | —   | —   | 2–1 | —   | 0–0 | —   | 1–1 | 2–2 | 2–2 | 0–0 | 2–0 | —   |
| Deportivo Pasto        | 0–2 | —   | —   | —   | 1–0 | —   | 1–0 | —   | 2–0 | —   | 1–2 | 0–2 | 1–1 | —   | —   | —   | 1–3 | 0–1 | —   | 0–1 |
| Deportivo Pereira      | —   | 0–2 | 1–5 | 1–1 | —   | 3–2 | —   | —   | —   | —   | —   | 0–1 | —   | 0–0 | 1–1 | —   | 1–0 | 3–0 | —   | 1–1 |
| Envigado               | 4–1 | 2–1 | 1–0 | —   | 0–1 | 2–2 | 1–1 | —   | 1–2 | —   | —   | —   | —   | —   | —   | 3–2 | 2–1 | 1–2 | —   | —   |
| Independiente Medellín | 1–1 | —   | 2–0 | 1–0 | —   | 0–0 | —   | 2–2 | —   | —   | 0–0 | 0–0 | —   | —   | 0–0 | —   | —   | 3–1 | —   | 0–0 |
| Jaguares               | —   | —   | —   | —   | 2–0 | 0–0 | —   | 0–3 | 1–0 | 4–1 | —   | 1–1 | 0–1 | —   | 1–1 | —   | 4–3 | 1–1 | —   | —   |
| Junior                 | —   | —   | —   | —   | 3–0 | 1–3 | 0–0 | 0–0 | —   | 2–1 | —   | 1–0 | —   | 2–1 | —   | 1–0 | —   | 4–2 | 1–0 | —   |
| La Equidad             | 2–2 | —   | 2–1 | 1–0 | —   | —   | 1–0 | 1–1 | —   | 0–0 | 1–1 | —   | 0–0 | 1–0 | —   | —   | —   | —   | 1–3 | —   |
| Millonarios            | 1–0 | 1–1 | 0–0 | —   | 3–1 | —   | 2–1 | —   | —   | —   | —   | —   | 2–0 | —   | 4–1 | 0–1 | —   | —   | 1–0 | 0–1 |
| Once Caldas            | 2–3 | 1–1 | —   | 1–1 | 1–0 | —   | —   | 0–2 | —   | —   | 0–1 | —   | —   | —   | —   | 2–1 | 0–2 | —   | 1–1 | 2–1 |
| Patriotas Boyacá       | —   | —   | —   | 0–2 | —   | 0–3 | —   | 0–0 | —   | 0–0 | 1–2 | 0–0 | 0–1 | 3–0 | —   | 1–0 | —   | —   | —   | 0–1 |
| Santa Fe               | 0–1 | 1–1 | 1–1 | —   | —   | 0–1 | —   | —   | 1–2 | —   | —   | 3–1 | —   | 3–1 | 1–1 | 0–2 | 0–2 | —   | —   | —   |

### Quadrangulares

#### Grupo A
| Pos | Equipe                 | Pts | J | V | E | D | GP | GC | SG | Classificação |     | CAL | JUN | NAC | PER |
| --- | ---------------------- | --- | - | - | - | - | -- | -- | -- | ------------- | --- | --- | --- | --- | --- |
| 1   | Deportivo Cali         | 13  | 6 | 4 | 1 | 1 | 11 | 6  | +5 | Finais        |     | —   | 2–0 | 3–1 | 2–1 |
| 2   | Junior de Barranquilla | 7   | 6 | 1 | 4 | 1 | 9  | 8  | +1 |               |     | 2–2 | —   | 1–1 | 3–0 |
| 3   | Atlético Nacional      | 6   | 6 | 1 | 3 | 2 | 10 | 9  | +1 |               | 1–2 | 1–1 | —   | 5–1 |     |
| 4   | Deportivo Pereira      | 5   | 6 | 1 | 2 | 3 | 6  | 13 | −7 |               | 1–0 | 2–2 | 1–1 | —   |     |

#### Grupo B
| Pos | Equipe            | Pts | J | V | E | D | GP | GC | SG | Classificação |     | TOL | MIL | AME | APE |
| --- | ----------------- | --- | - | - | - | - | -- | -- | -- | ------------- | --- | --- | --- | --- | --- |
| 1   | Deportes Tolima   | 12  | 6 | 3 | 3 | 0 | 11 | 5  | +6 | Finais        |     | —   | 1–1 | 2–0 | 2–2 |
| 2   | Millonarios       | 11  | 6 | 3 | 2 | 1 | 9  | 5  | +4 |               |     | 1–1 | —   | 2–1 | 3–0 |
| 3   | América de Cali   | 6   | 6 | 2 | 0 | 4 | 6  | 9  | −3 |               | 0–1 | 2–1 | —   | 2–1 |     |
| 4   | Alianza Petrolera | 4   | 6 | 1 | 1 | 4 | 6  | 13 | −7 |               | 1–4 | 0–1 | 2–1 | —   |     |

### Finais
| Chave | Equipe 1       | Total | Equipe 2        | Jogo 1 | Jogo 2 |
| ----- | -------------- | ----- | --------------- | ------ | ------ |
|       | Deportivo Cali | 3–2   | Deportes Tolima | 1–1    | 2–1    |

### Artilharia
- Atualizado até 13 de abril de 2021

| 0Gols0 | Jogador          | Clube                  |
| ------ | ---------------- | ---------------------- |
| 9      | Diego Herazo     | La Equidad             |
| 7      | Agustín Vuletich | Independiente Medellín |
| 7      | Jefferson Duque  | Atlético Nacional      |
| 6      | Cristian Arango  | Millonarios            |
| 6      | Jarlan Barrera   | Atlético Nacional      |
| 6      | Miguel Borja     | Junior de Barranquilla |
| 6      | David Lemos      | Once Caldas            |
| 6      | Brayan Moreno    | Boyacá Chicó           |
| 6      | Kelvin Osorio    | Santa Fe               |
| 6      | Pablo Rojas      | Jaguares               |
| 6      | Fernando Uribe   | Millonarios            |

| Fonte Soccerway |

## Premiação da Liga BetPlay II
| Campeonato Colombiano de 2021 Primeira Divisão |
| Liga BetPlay II                                |
| ---------------------------------------------- |
| Deportivo Cali Campeão (10º título)            |

## Tabela acumulada
| Pos | Equipe                     | Pts | J  | V  | E  | D  | GP | GC | SG  | Classificação                               |
| --- | -------------------------- | --- | -- | -- | -- | -- | -- | -- | --- | ------------------------------------------- |
| 1   | Deportes Tolima (C)        | 90  | 52 | 23 | 21 | 8  | 69 | 41 | +28 | Fase de grupos da Copa Libertadores de 2022 |
| 2   | Millonarios                | 88  | 50 | 26 | 10 | 14 | 78 | 53 | +25 | Segunda fase da Copa Libertadores de 2022   |
| 3   | Atlético Nacional          | 83  | 46 | 23 | 14 | 9  | 81 | 40 | +41 | Segunda fase da Copa Libertadores de 2022   |
| 4   | Deportivo Cali (C)         | 82  | 48 | 22 | 16 | 10 | 62 | 46 | +16 | Fase de grupos da Copa Libertadores de 2022 |
| 5   | Junior de Barranquilla     | 76  | 48 | 19 | 19 | 10 | 61 | 47 | +14 | Primeira fase da Copa Sul-Americana de 2022 |
| 6   | América de Cali            | 65  | 46 | 17 | 14 | 15 | 51 | 42 | +9  | Primeira fase da Copa Sul-Americana de 2022 |
| 7   | La Equidad                 | 60  | 42 | 15 | 15 | 12 | 46 | 44 | +2  | Primeira fase da Copa Sul-Americana de 2022 |
| 8   | Santa Fe                   | 59  | 40 | 15 | 14 | 11 | 47 | 39 | +8  |                                             |
| 9   | Deportivo Pereira          | 56  | 44 | 14 | 14 | 16 | 46 | 58 | −12 |                                             |
| 10  | Independiente Medellín (X) | 52  | 38 | 11 | 19 | 8  | 31 | 30 | +1  | Primeira fase da Copa Sul-Americana de 2022 |
| 11  | Jaguares                   | 52  | 38 | 14 | 10 | 14 | 44 | 47 | −3  |                                             |
| 12  | Atlético Bucaramanga       | 51  | 38 | 13 | 12 | 13 | 46 | 45 | +1  |                                             |
| 13  | Envigado                   | 44  | 38 | 10 | 14 | 14 | 39 | 46 | −7  |                                             |
| 14  | Alianza Petrolera          | 41  | 44 | 9  | 14 | 21 | 43 | 70 | −27 |                                             |
| 15  | Águilas Doradas            | 39  | 38 | 9  | 12 | 17 | 37 | 49 | −12 |                                             |
| 16  | Deportivo Pasto            | 39  | 38 | 8  | 15 | 15 | 32 | 48 | −16 |                                             |
| 17  | Once Caldas                | 37  | 38 | 8  | 13 | 17 | 38 | 53 | −15 |                                             |
| 18  | Patriotas Boyacá           | 35  | 38 | 9  | 8  | 21 | 31 | 52 | −21 |                                             |
| 19  | Deportes Quindío           | 28  | 38 | 6  | 10 | 22 | 28 | 63 | −35 |                                             |
| 20  | Boyacá Chicó               | 19  | 18 | 5  | 4  | 9  | 17 | 20 | −3  |                                             |
| 21  | Atlético Huila             | 16  | 38 | 2  | 10 | 26 | 22 | 74 | −52 |                                             |

## Rebaixamento
Uma tabela separada é feita para determinar as equipes que serão rebaixadas para a segunda divisão na próxima temporada. Esta tabela é elaborada pela soma de todas as partidas de primeira fase jogadas na temporada atual e nas duas anteriores. Para fins de elaboração da tabela, às equipes promovidas são dados os mesmos pontos e a mesma contagem de gols da equipe em 18º lugar no começo da temporada.
Devido ao adiamento da promoção e do rebaixamento da temporada passada para o final do primeiro semestre de 2021 e a desfiliação do Cúcuta Deportivo, uma equipe será rebaixada para a segunda divisão ao fim da Liga BetPlay I.
| Pos | Equipe                 | Pts 2018 | Pts 2019 | Pts 2020 | Pts 2021 | J Totais | GF Totais | GC Totais | SG Totais | Pts Totais | Rebaixamento                        |
| --- | ---------------------- | -------- | -------- | -------- | -------- | -------- | --------- | --------- | --------- | ---------- | ----------------------------------- |
| 1   | Deportes Tolima        | 72       | 64       | 37       | 30       | 115      | 159       | 96        | 63        | 203        |                                     |
| 2   | Atlético Nacional      | 71       | 66       | 35       | 31       | 115      | 173       | 111       | 62        | 203        |                                     |
| 3   | Deportivo Cali         | 58       | 67       | 34       | 31       | 115      | 151       | 108       | 43        | 190        |                                     |
| 4   | Junior de Barranquilla | 62       | 63       | 33       | 29       | 116      | 139       | 90        | 49        | 187        |                                     |
| 5   | Millonarios            | 51       | 67       | 30       | 30       | 115      | 147       | 121       | 26        | 178        |                                     |
| 6   | Independiente Medellín | 69       | 59       | 20       | 26       | 115      | 162       | 133       | 29        | 174        |                                     |
| 7   | América de Cali        | 47       | 67       | 33       | 26       | 115      | 144       | 131       | 13        | 173        |                                     |
| 8   | Santa Fe               | 56       | 46       | 40       | 30       | 115      | 143       | 98        | 45        | 172        |                                     |
| 9   | La Equidad             | 61       | 42       | 32       | 30       | 115      | 131       | 115       | 16        | 165        |                                     |
| 10  | Once Caldas            | 63       | 56       | 29       | 14       | 115      | 138       | 121       | 17        | 162        |                                     |
| 11  | Deportivo Pasto        | 35       | 54       | 34       | 22       | 114      | 112       | 113       | –1        | 145        |                                     |
| 12  | Atlético Bucaramanga   | 58       | 46       | 21       | 20       | 114      | 118       | 133       | –15       | 145        |                                     |
| 13  | Águilas Doradas        | 57       | 40       | 31       | 14       | 115      | 120       | 139       | –19       | 142        |                                     |
| 14  | Patriotas Boyacá       | 49       | 50       | 17       | 17       | 115      | 99        | 140       | –41       | 133        |                                     |
| 15  | Envigado               | 46       | 47       | 23       | 16       | 115      | 120       | 142       | –22       | 132        |                                     |
| 16  | Alianza Petrolera      | 42       | 55       | 20       | 5        | 115      | 111       | 165       | –54       | 121        |                                     |
| 17  | Jaguares de Córdoba    | 39       | 38       | 17       | 24       | 115      | 102       | 164       | –62       | 118        |                                     |
| 18  | Deportivo Pereira      | 39       | 38       | 18       | 15       | 115      | 89        | 159       | –70       | 110        |                                     |
| 19  | Boyacá Chicó           | 39       | 38       | 15       | 18       | 115      | 90        | 166       | –76       | 110        | Rebaixado à segunda divisão de 2021 |

Fonte: Dimayor (em castelhano)
Regras de classificação: 1) Pontos; 2) Saldo de gol; 3) Gols marcados; 4) Gols marcados como visitante.